# برشلونة موسم 2006–07
كان موسم 2006–07 الموسم الـ107 في تاريخ نادي برشلونة والموسم الـ76 تواليًا له في الدرجة الأولى من الدوري الإسباني.

## وصلات خارجية
الموقع الرسمي لنادي برشلونة